# Sielsowiet Czonki
Sielsowiet Czonki (biał. Чонкаўскі сельсавет, ros. Чёнковский сельсовет) – sielsowiet na Białorusi, w obwodzie homelskim, w rejonie homelskim, z siedzibą w Czonkach.

## Demografia
Według spisu z 2009 sielsowiet Czonki zamieszkiwało 3397 osób, w tym 2953 Białorusinów (86,93%), 290 Rosjan (8,54%), 101 Ukraińców (2,97%), 16 Azerów (0,47%), 6 Ormian (0,18%), 1 Polak (0,03%), 14 osób innych narodowości i 16 osób, które nie podały żadnej narodowości.

## Geografia
Sielsowiet położony jest w środkowej części rejonu homelskiego, nad Sożą. Od wschodu i północy graniczy z Homlem.

## Miejscowości
- wieś:
  - Sieuruki
- osiedla:
  - Czonki
  - Palana
- dawne osiedla:
  - Chutar (włączony do Homla w 2007)[3]